# Semiope picta
Semiope picta är en skalbaggsart som först beskrevs av Fauvel 1906.  Semiope picta ingår i släktet Semiope och familjen långhorningar. Inga underarter finns listade i Catalogue of Life.